# Jamestown (Virginia)

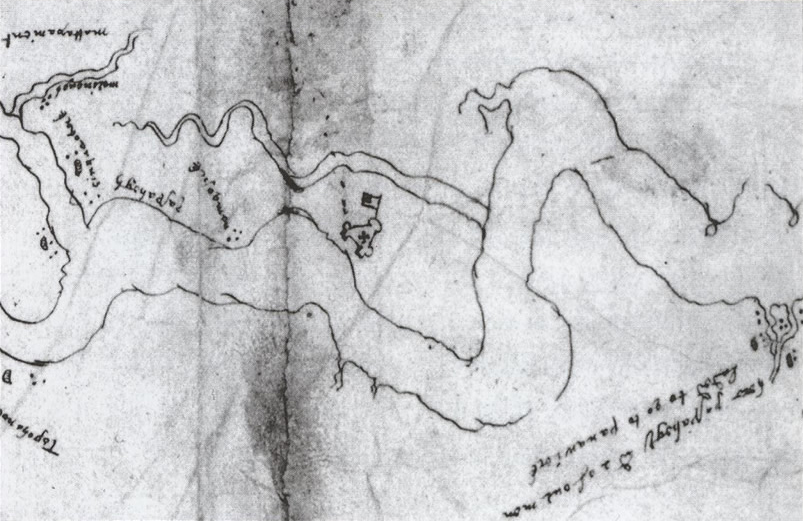
Jamestown (Mitte) auf einer Karte, die der spanische Botschafter am englischen Königshof, Pedro de Zúñiga y de la Cueva, an Philipp III. schickte. Es handelt sich hierbei um die früheste zeitgenössische Darstellung des Forts von Jamestown (hier im Ausschnitt wiedergegeben).

Jamestown war die erste dauerhafte englische Siedlung in Nordamerika. Sie wurde 1607 – zunächst als James Fort – auf einer Insel im James River in Virginia gegründet und nach König James I. von England benannt. Sie war zugleich die erste aus England gegründete Kolonie und somit Keimzelle des Britischen Weltreichs.
Sie stand unter Aufsicht der Virginia Company of London. In den ersten Jahren wurde keines der ursprünglichen Ziele der Kolonie erreicht – die amerikanischen Ureinwohner zum Christentum zu bekehren, Gold und Silber zu finden und größere Mengen von Gütern nach England zu exportieren. Stattdessen stand die Siedlung in der Anfangszeit durch Kämpfe mit den Indianern, den Ausbruch von Krankheiten und eine andauernde Nahrungsmittelknappheit mehrere Male vor dem Aus. Die wirtschaftliche Lage der Kolonie änderte sich erst ab 1612 durch die Anpflanzung von Tabak, der sich in der Folge zum wichtigsten Exportgut Virginias entwickelte.
Am 30. Juli 1619 fand in Jamestown die erste Generalversammlung von Virginia und damit die erste gesetzgebende Versammlung von englischen Siedlern in der Vorgeschichte der Vereinigten Staaten statt. Im Jahr 1624 wurde die von der Virginia Company verwaltete Kolonie in eine Kronkolonie umgewandelt; 1699 wurde der Regierungssitz von Jamestown in das etwa 6 km entfernte, nordöstlich gelegene Williamsburg verlegt und die Siedlung aufgegeben.
In Bezug auf den amerikanischen Gründungsmythos wird Jamestown heute weitestgehend von der Erinnerung an die mit der Mayflower 1620 in Plymouth gelandeten Pilgerväter überlagert. Die Überreste der ursprünglichen Siedlung Jamestown sind heute Teil des Colonial National Historical Park und werden durch den National Park Service betreut.

## Geschichte

### Don Luis und die Ajacán Mission 1570
Bereits 1570 versuchten die Spanier auf der Virginia-Halbinsel in der Nähe des späteren Jamestown eine Mission zu errichten. Acht Jesuiten und ein Ministrant setzten auf die Hilfe von Don Luis, einem Häuptlingssohn der Powhatan, der 1561 in ebendieser Gegend aufgegriffen und neun Jahre lang in Spanien und Mexiko erzogen wurde. Don Luis jedoch, wieder zurück bei seinem Stamm, veranlasste schließlich die Tötung der Jesuiten mit ihren eigenen Äxten. Im Jahr darauf erschien eine Strafexpedition der Spanier, tötete über 20 Indianer und hängte sie an den Schiffsmast. Diese Ereignisse liefern den historischen Hintergrund für das Jamestown-Massaker und die Powhatan-Kriege. Furcht durch traumatische Erfahrungen und Hoffnung auf Vorteile durch die technisch überlegenen Weißen bildeten das Gefühlsgemisch, mit dem man den fremden Invasoren in Zukunft begegnete.

### England und  Roanoke Island 1585

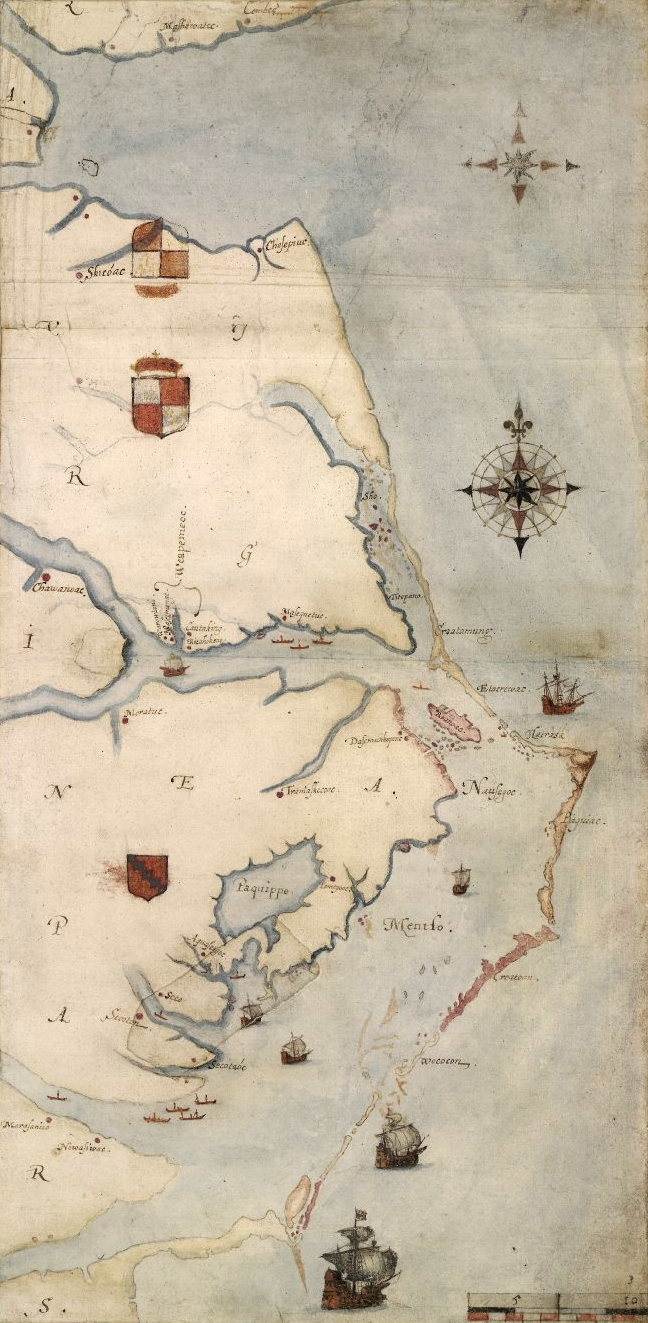
Karte von 1584 (Chesapeake Bay bis Cape Lookout) von John White. Roanoke Island ist mittig-rechts in der Karte rot markiert.

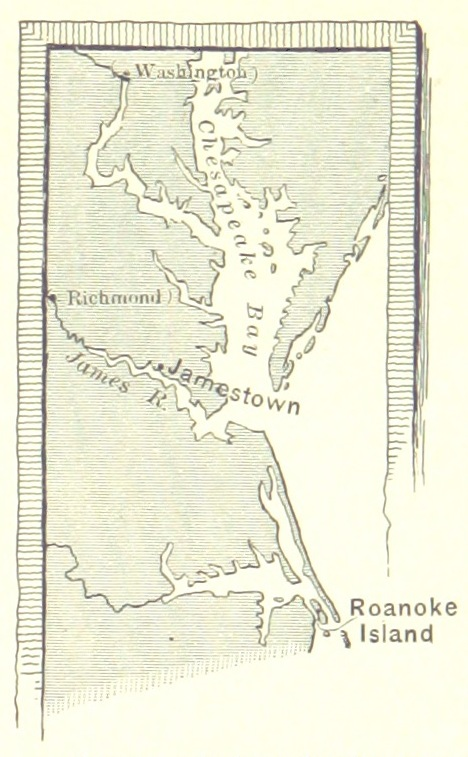
Jamestown und Roanoke, markiert in einer Schulkarte von 1888

Im 16. Jahrhundert spielte England neben Portugal, Spanien und Frankreich nur eine untergeordnete Rolle in der Seefahrt zu Amerikas Küsten. Erst während der Regierungszeit Königin Elisabeths I. erwachte das Interesse an einer möglichen Besiedlung des amerikanischen Kontinents. Zu den prominentesten Verfechtern einer Gründung von englischen Kolonien gehörte der englische Geograf und Schriftsteller Richard Hakluyt. Er argumentierte, durch die Besiedlung Amerikas würde nicht nur die Macht des spanischen Königs geschwächt, sondern durch die Christianisierung auch Millionen von Seelen der indianischen Ureinwohner gerettet. Durch die Gründung von Kolonien, so war Hakluyt überzeugt, könne ein neuer Markt für englische Produkte geschaffen werden und zugleich könnten die in den Kolonien gewonnenen Güter den Reichtum Englands vermehren.
Bei seiner Königin stieß Hakluyt mit diesen Argumenten auf offene Ohren. Die ersten Reisen englischer Schiffe an die Küsten Nordamerikas erwiesen sich jedoch ausnahmslos als Fehlschläge. Martin Frobishers drei Reisen zwischen 1576 und 1578 führten diesen in den finanziellen Bankrott. Sir Humphrey Gilberts Versuch einer Besiedlung Neufundlands endete mit dessen Tod auf See. Und auch wenn John Hawkins und Francis Drake auf ihren Raubzügen Gold, Silber und andere wertvolle Güter von den Spaniern erbeuten konnten, hatten die Engländer es bis 1580 noch nicht geschafft, eine Kolonie in der Neuen Welt zu gründen.
Der Versuch einer Besiedlung von Roanoke Island im heutigen Bundesstaat North Carolina war Englands vielversprechendster Versuch, in Nordamerika Fuß zu fassen. Die unter dem Kommando von Sir Walter Raleigh 1585 gegründete Kolonie musste jedoch schon ein Jahr nach ihrer Gründung wieder aufgegeben werden und auch ein zweiter Versuch der Besiedlung im Jahr 1587 schlug fehl. Von den 1587 auf Roanoke zurückgelassenen 90 Männern, 17 Frauen und elf Kindern fehlte im Jahr 1590, als englische Schiffe zur Insel zurückkehrten, jegliche Spur. Trotz ihres offenkundigen Scheiterns übten die Besiedlungsversuche Roanokes Einfluss auf die weiteren Geschehnisse aus – allein die Möglichkeit, dass einige der Siedler überlebt haben könnten, gab den englischen Verfechtern einer Kolonisierung Nordamerikas ein wichtiges Argument in die Hand, weitere Anstrengungen für eine dauerhafte Besiedlung zu unternehmen.

### Jamestown ab 1607

#### Die ersten Kolonisten der Virginia Company erreichen die Neue Welt

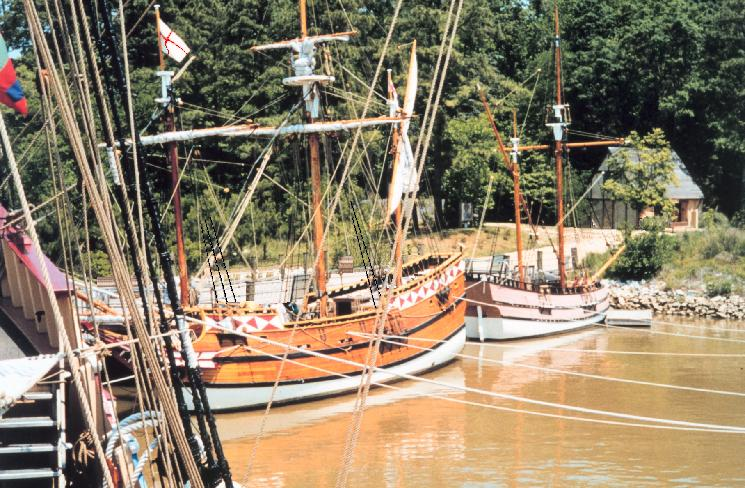
Nachbauten der Schiffe, mit denen die Siedler 1607 in Virginia ankamen. Die Nachbauten liegen heute im Hafen des historischen Jamestown und dienen als Touristenattraktion.

Am 10. April 1606 stellte Elisabeths Nachfolger auf dem englischen Thron, Jakob I., eine königliche Charta aus, die die nordamerikanische Küste unter zwei eigens für die Errichtung von Kolonien gegründete Aktiengesellschaften aufteilte. Die Plymouth Company erhielt das Recht, das Gebiet zwischen dem 38. und 45. Breitengrad in Besitz zu nehmen. Das der Virginia Company of London zugesprochene Gebiet umfasste die nordamerikanische Küste vom 34. Breitengrad bei Cape Fear im Süden bis zum Long Island Sund am 41. Breitengrad im Norden.
Im April 1607 segelten 143 Männer mit den drei Schiffen Susan Constant, Godspeed und Discovery der London Company in die Chesapeake Bay. Zwischen einem Drittel und der Hälfte der Männer gehörten dem englischen Gentry an, einer Schicht des gehobenen Bürgertums und niederen Adels. Viele von ihnen waren von Sir Thomas Smythe, einem reichen Londoner Kaufmann, angeworben worden, der zugleich zu den Hauptinvestoren des Unternehmens gehörte. Die meisten der Jüngeren unter ihnen waren Zweitgeborene, die von der Aussicht auf Reichtum und Abenteuer in die Neue Welt gelockt wurden. Eine Reihe der Männer, wie John Smith, Edward Maria Wingfield und Christopher Newport waren ehemalige Soldaten. Eine weitere Gruppe, darunter viele Deutsche, bestand aus Handwerkern, dabei auch ein Schmied, ein Steinmetz, zwei Maurer, vier Schreiner, ein Schneider und zwei Barbiere. Der Rest der Ankömmlinge bestand aus ungelernten Arbeitern und den Schiffsmannschaften. Frauen und Kinder fehlten – sie sollten später nachgeholt werden, sobald die Kolonie gesichert war. Zunächst ging es darum, das Land für die englische Krone in Besitz zu nehmen, Gold oder Silber zu finden und eine Route zu den Reichtümern des Orients zu erkunden.

#### Die Gründung von Jamestown

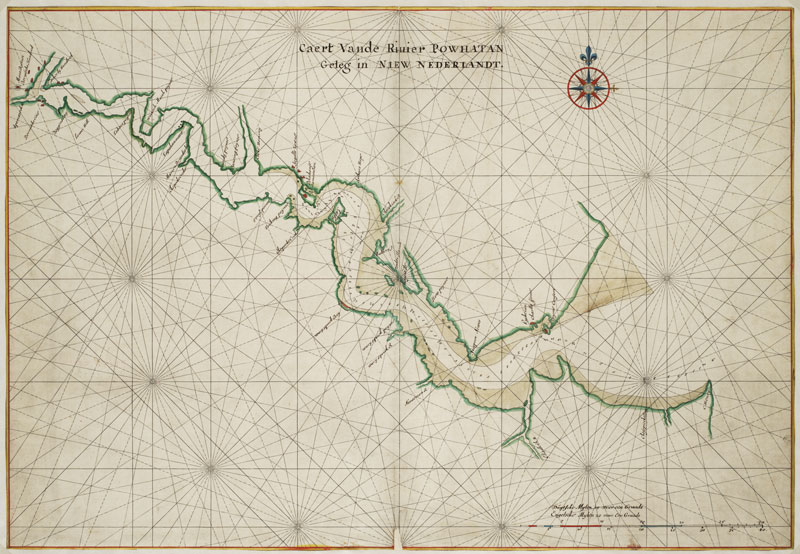
Caert van de rivier Powhatan. Karte des James River des Niederländers Johannes Vingboons (17. Jahrhundert).

Nach ihrer Ankunft in der Chesapeake Bay gingen die Männer zunächst daran, den James River zu erkunden und nach einem geeigneten Platz für die Gründung einer Siedlung zu suchen. Laut Anweisungen der Virginia Company sollte dieser Platz zum Schutz vor spanischen Überfällen mindestens 100 Meilen vom Atlantik entfernt liegen. Darüber hinaus hieß es in den Anweisungen ausdrücklich, es solle ein unbesiedelter Streifen Land gefunden werden, um Konflikte mit den Ureinwohnern zu vermeiden.
Die Männer entschieden sich schließlich für die ungefähr 50 Meilen von der Küste landeinwärts gelegene Insel Jamestown Island. Da die im James River liegende Insel nur durch eine schmale Landbrücke mit dem Festland verbunden ist, war sie gut gegen Angriffe von Land zu verteidigen. Darüber hinaus war das Wasser des James River in der Nähe der Insel tief genug, um mit den Schiffen zu ankern, Proviant und Ausrüstungsgegenstände auf die Insel zu bringen und eine Siedlung mit den Schiffskanonen sowohl gegen Land als auch gegen Wasser zu verteidigen.
Am 14. Mai 1607 gingen die Kolonisten auf Jamestown Island an Land und begannen unverzüglich mit dem Entladen der Schiffe und der Sicherung des Landeplatzes. Insbesondere letztere Maßnahme stellte sich als wohlbegründet heraus, denn obwohl die ersten Kontakte mit den Indianern weitgehend friedlich verlaufen waren, kam es nur kurze Zeit nach der Ankunft der Siedler zu einer ersten größeren Auseinandersetzung. Rund 200 Krieger der Powhatan-Konföderation griffen das Lager der Kolonisten an und verwickelten diese in schwere Gefechte, die erst durch den Einsatz der Schiffskanonen beendet werden konnten. Sofort nach Ende der Kämpfe ordnete Edward Maria Wingfield als erster Präsident der Kolonie den Bau eines schützenden Forts an. Es wurde innerhalb 19 Tagen fertiggestellt, war von einem dreieckigen Palisadenwall umgeben und mit Kanonen gegen alle Seiten gesichert. Eine Woche nach Fertigstellung des Forts segelte Christopher Newport mit der Susan Constant und einer vermeintlichen Ladung Gold (tatsächlich handelte es sich um das auch als „Narrengold“ bekannte Pyrit) zurück nach London.

#### Erste Ernüchterung: Krankheiten und Streit im Sommer 1607
Schon kurz nach Newports Abreise stellte sich bei den Siedlern Ernüchterung ein. Das Wildvorkommen auf Jamestown Island war bald erschöpft und das die Insel umgebende sumpfige Marschland machte weite Gebiete unbrauchbar für den Anbau von Feldfrüchten. Noch schwerer allerdings wog die Tatsache, dass es kein frisches Trinkwasser auf der Insel gab, was dazu führte, dass die Kolonisten brackiges Wasser aus eilends gegrabenen Brunnen oder Wasser aus dem James River tranken.
Nach sechs Wochen begannen die ersten Siedler zu sterben. Das aus dem James River entnommene Trinkwasser führte zu Salzvergiftungen, Durchfall und Typhus. Bis Ende September 1607 hatte sich die Zahl der Kolonisten halbiert und den Winter überlebten weniger als vierzig der Männer. Hinzu kamen Streitereien um die Führung der Kolonie, die schließlich darin gipfelten, dass Edward Maria Wingfield als erster Präsident der Kolonie durch John Ratcliffe ersetzt wurde.

#### John Smith übernimmt das Kommando

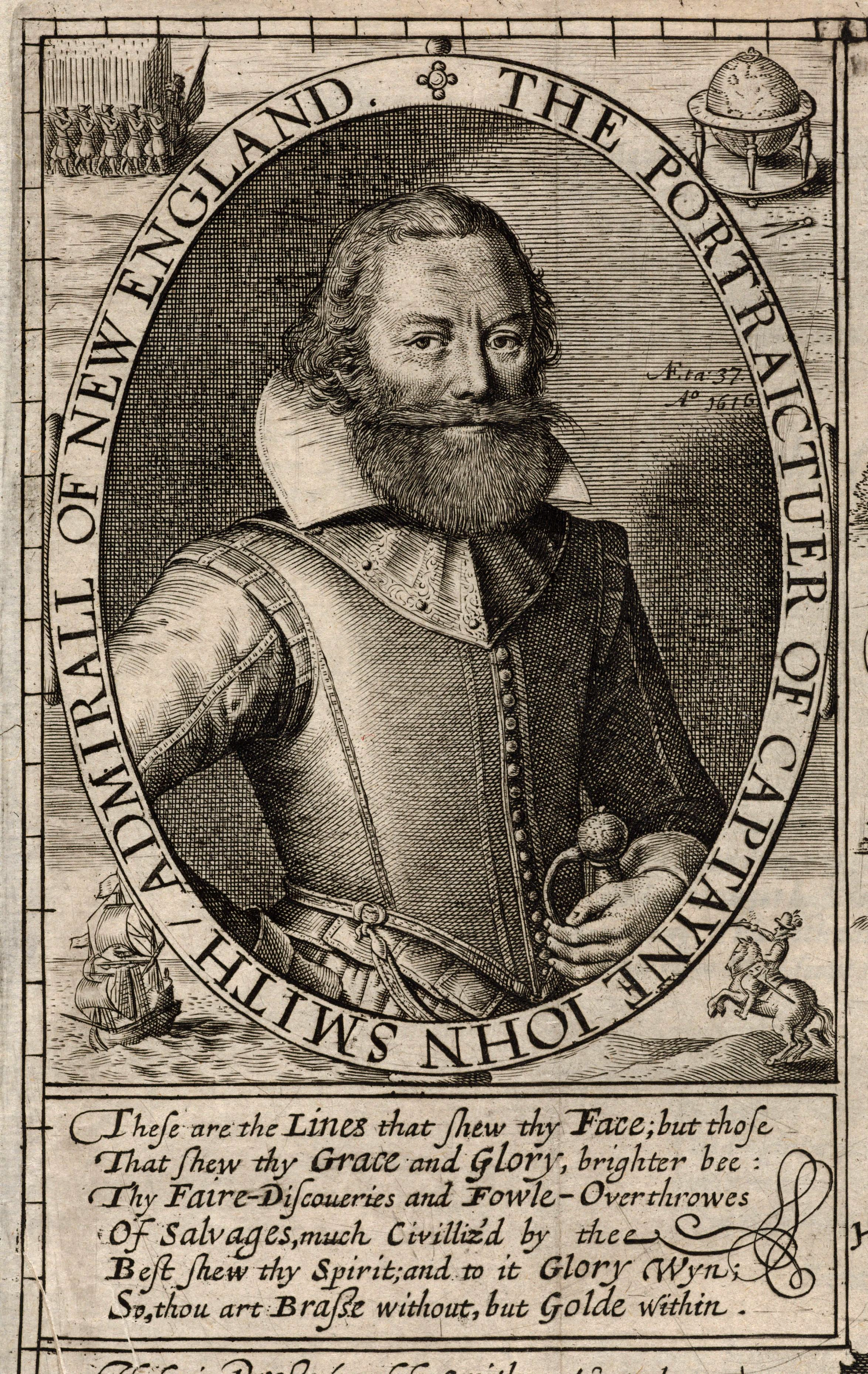
John Smith. Stich aus dem 18. Jahrhundert, nach Simon de Passe.

Nach seinen eigenen Angaben übernahm John Smith noch während der Präsidentschaft John Ratcliffes – der von Smith als „wenig beliebt, schwach im Urteil bei Gefahrensituationen und weniger arbeitsam im Frieden“ beschrieben wird – das Kommando über die Siedler. Smith war noch während der Überfahrt in die Neue Welt der Meuterei angeklagt worden und nur knapp einer Verurteilung entgangen. In seinen jungen Jahren hatte er als Söldner in Kriegen gegen die Spanier und die Osmanen gekämpft und sich dabei vielfach ausgezeichnet. Nun nutzte er das Machtvakuum offensichtlich, um sich selbst an die Spitze der Kolonisten zu stellen.
Als die Lebensmittelvorräte der Kolonie immer mehr zur Neige gingen, machte er sich mit einem halben Dutzend der Männer in einem Boot auf, um bei den Indianern der Powhatan-Konföderation Kupfer und Äxte gegen Korn und andere Lebensmittel einzutauschen. Nachdem seine erste Reise erfolgreich war, brach er zu einer Reihe von weiteren Handelsmissionen flussaufwärts auf, erkundete auf diese Weise die Flussregion nordwestlich von Jamestown und stellte durch den Handel mit den Indianern schließlich die Lebensmittelversorgung der Siedler sicher.
In seinen später verfassten Berichten schreibt Smith, dass er die Kolonie bei seiner Rückkehr jedes Mal in einem schlechten Zustand vorfand. Die Siedler seien, so Smith, „alle krank, von den Übrigen einige lahm, andere verletzt – alle unfähig, irgendetwas zu tun außer sich zu beklagen … viele tot, die Ernte verfaulend und nichts getan“.
Im September 1608 löste Smith Ratcliffe schließlich offiziell als Präsidenten der Kolonie ab. Smith ließ neue Häuser bauen und den schützenden Palisadenwall des Forts erneuern. Um die Disziplin der mutlosen Siedler zu verbessern, ließ Smith sie jeden Samstag außerhalb des Forts exerzieren. Darüber hinaus erließ er die Anweisung, dass nur diejenigen Kolonisten Essen erhielten, die auch arbeiteten.

#### Die Hungerzeit
Der Winter 1609/1610 war eine harte Zeit (bekannt als starving time – Hungerzeit). Die Auseinandersetzungen mit der Powhatan-Konföderation spitzten sich zu. Dadurch wurden die Nahrungsmittel knapp und es brachen Krankheiten aus. Die Siedler waren von Anfang an nicht gut genug ausgerüstet für das Leben in Jamestown. Von den bis dahin eingetroffenen 214 Männern überlebten nur 60 den Winter. Dass es im Einzelfall auch zu Kannibalismus gekommen war, wurde von Überlebenden berichtet. 2013 wurden Ergebnisse einer Untersuchung bekannt, die an Knochen eines etwa 14-jährigen Mädchens unternommen worden waren. Werkzeug- und Axtspuren an Schädel und Schienbein lassen keine anderen Schlüsse zu, als dass vom Schädel des Mädchens Fleisch und Gehirn als Nahrung entnommen wurden, berichten Forscher der Smithsonian Institution.
Im Juni 1610 wollten die Siedler den Rückweg nach England antreten, als Kapitän Newport einen neuen Gouverneur (Thomas de la Warr) und Nachschub brachte. Am 21. Mai 1610 trafen zwei Schiffe unter Sir Thomas Gates und Sir George Somers aus England ein, mit denen auch der ostenglische Landwirt John Rolfe kam. Rolfe verschaffte der Kolonie durch die Entwicklung einer neuen Tabaksorte einen Exportartikel. 1607 konnte das Pfund Tabak in England zu zwölf Dollar verkauft werden. Trotz Gegenmaßnahmen der Regierung aus moralischen Gründen gegen das Übel des Tabaks stiegen die Nachfrage in England und die Ernte in Virginia auf 20.000 Pfund 1609, 500.000 Pfund 1627, 24 Mio. Pfund 1662. Rolfe heiratete im April 1614 Pocahontas, die Tochter des Powhatan-Häuptlings, die die Siedler als Mädchen durch ihre Vorführungen begeistert hatte. Daraufhin herrschten einige Jahre Frieden zwischen Kolonisten und Ureinwohnern.

#### Die erste gesetzgebende Versammlung
1619 hielten die Siedler in der Kirche von Jamestown die erste gesetzgebende Versammlung in der Vorgeschichte der USA ab. Im gleichen Jahr erreichten am 20. August die ersten 20 schwarzen Sklaven auf einem niederländischen Schiff die Kolonie. 1620 kamen die ersten 90 Frauen nach Jamestown.

#### Powhatankriege und Jamestown-Massaker 1622
Die Auseinandersetzungen mit den Powhatans spitzten sich nach dem Tod von Häuptling Powhatan 1618 allmählich wieder zu und fanden im Jamestown-Massaker von 1622 einen ersten Höhepunkt. Von den damals über 1100 Siedlern wurden 347 getötet. Die Engländer unternahmen Vergeltungsraubzüge. Schließlich wurden im zweiten Powhatankrieg von 1644 die Indianer dieser Gegend weitgehend ausgelöscht. Häuptling Opechancanough wurde 1646 gefangen genommen und von hinten von einem Wärter erschossen. Den Überlebenden wurden Reservate zugewiesen und sie wurden zu jährlichen Tributzahlungen an Virginia in Form von Pelzen verpflichtet. Wenige Jahre später erstreckte sich der Landhunger der Invasoren auch auf diese Reservate. In weniger als 40 Jahren war die Powhatan-Konföderation vernichtet und die englische Vorherrschaft in der Region gesichert.

#### Die letzten Jahrzehnte
Knapp 30 Jahre nach dem Ende Powhatankriege kam es zur Bacon’s Rebellion einem Konflikt zwischen Nathaniel Bacon, der eine Vertreibung der restlichen Indianer aus Virginia forderte, und dem Gouverneur Sir William Berkeley, der dies ablehnte. In der Folgezeit vertrieben Bacon und seine Anhänger Berkeley aus Jamestown und steckten dieses am 19. September 1676 in Brand. Bacon verstarb jedoch bereits im nächsten Monat an der Ruhr und die Rebellion wurde schließlich 1677 vom zurückgekehrten Berkeley niedergeschlagen. Jamestown wurde wieder aufgebaut, aber nachdem der Regierungssitz 1698 erneut niederbrannte, wurde er 1699 nach Williamsburg verlegt und Jamestown aufgegeben.

## Jamestown heute
Im 18. Jahrhundert war die Erinnerung an die erste englische Siedlung vergessen, das Gebiet wurde als Ackerland genutzt. Während der Amerikanischen Revolution und im Krieg von 1812 wurde ein Militärposten auf der Insel im James River errichtet. 1861 im Sezessionskrieg baute die Konföderierte Armee ein Fort mit Erdwällen auf die Insel, als Teil einer Befestigung des James Rivers. Erst Ende des 19. Jahrhunderts erinnerte man sich wieder an die Bedeutung von Jamestown, dessen exakte Lage auf der Insel nicht mehr bekannt war. 1893 spendeten die Grundbesitzer einen großen Teil der Insel an die  Association for the Preservation of Virginia Antiquities. 1900 wurde eine Uferbefestigung erbaut, damit keine weiteren Teile der Insel durch Erosion des Ufers verloren gingen. Seit 1934 ist Jamestown ein Teil des Colonial National Historical Park unter der Verwaltung des National Park Service. 1994 begann William Kelso eine Ausgrabung auf der Insel, bei der die Grundmauern der ersten Siedlung freigelegt wurden.
Der National Historical Park umfasst unter anderem auch das Schlachtfeld von Yorktown, auf dem George Washington 1781 im Unabhängigkeitskrieg einen entscheidenden Sieg über den englischen General Charles Cornwallis erkämpfte.